# Ana Lima
Ana Célia Lima (Carangola, 28 de agosto de 1973) es una actriz brasileña. Debutó en televisión en la serie Carga Pesada en 2007 y en el cine en 2011 en la película de comedia Cilada.com. Estuvo casada con el reconocido músico Gabriel o Pensador, sirviendo como corista en algunas de sus producciones discográficas.

## Filmografía

### Televisión
| Television | Television          | Television       | Television                                 |
| Año        | Título              | Rol              | Notas                                      |
| ---------- | ------------------- | ---------------- | ------------------------------------------ |
| 2007       | Carga Pesada        | Eva              | Episodio: "Dupla Ação"                     |
| 2007       | Por Toda Minha Vida | Amália           | Episodio: "Leandro"                        |
| 2007       | Deseo prohibido     | Eulália Palhares |                                            |
| 2008       | Episódio Especial   | Ella misma       | Cameo                                      |
| 2008       | Casos e Acasos      | Raquel           | Episodio: "O Beijo, a Foto e o Empréstimo" |
| 2008       | Belleza Pura        | Regina Paranhos  | Cameo                                      |
| 2009       | Episódio Especial   | Ella misma       | Cameo                                      |
| 2009       | Caminho das Índias  | Cecília Martins  |                                            |
| 2010       | Força-Tarefa        | Solange          | Episodio: "Buraco"                         |
| 2010       | Araguaia            | Lenita           |                                            |
| 2012       | Louco por Elas      | Enfermera        | Cameo                                      |
| 2012       | Malhação            | Verônica         | Cameo                                      |
| 2013       | Louco por Elas      | Tati Tattoo      | Cameo                                      |
| 2013       | Joia Rara           | Zilda            |                                            |
| 2016       | Sol Nascente        | Paula            |                                            |
| 2018       | Jesús               | Juana de Chuza   |                                            |
| 2023       | Reyes               | Betsabé          | Fase: Las Consecuencias                    |

### Cine
| Film | Film             | Film         | Film  |
| Año  | Título           | Rol          | Notas |
| ---- | ---------------- | ------------ | ----- |
| 1991 | Maniobra Radical | Liloca       |       |
| 2008 | Bar A.K.A.       | Mujer seria  | Corto |
| 2011 | Cilada.com       | Ex-enamorada |       |